# Рудольф Зікеніус
Рудольф Александер Карл Вільгельм Зікеніус (нім. Rudolf Alexander Karl Wilhelm Sieckenius; 18 серпня 1896, Людвігшталь — 28 квітня 1945, Меркіш-Бухгольц) — німецький воєначальник, генерал-майор вермахту. Кавалер Лицарського хреста Залізного хреста.

## Біографія
Син торговця Александера Зікеніуса і його дружини Луїзи, уродженої Ріттнер. 22 серпня 1914 року вступив в Баварську армію. Учасник Першої світової війни. 20 жовтня 1919 року демобілізований і вступив в поліцію. 27 травня 1934 року перейшов у вермахт. З 10 листопада 1938 року — командир 66-го танкового дивізіону, з 19 лютого 1941 року — 3-го дивізіону 25-го, з 1 травня 1941 по 5 лютого 1943 року — 2-го танкового полку, з 5 травня по 1 листопада 1943 року — 16-ї танкової дивізії. З 16 листопада по 15 грудня 1943 року пройшов курс командира дивізії. 21 лютого 1944 року відряджений в кадрове управління ОКГ. 9-28 березня 1944 року виконував обов'язки командира 13-ї авіапольової дивізії, після чого був відряджений в групу армій «Північ». 9-23 травня 1944 року виконував обов'язки командира 290-ї піхотної дивізії. З 23 травня 1944 року — командир 263-ї піхотної дивізії, з 15 серпня 1944 року — 221-ї, з 5 вересня 1944 року — 391-ї дивізії охорони. Наклав на себе руки.

## Звання
- Лейтенант резерву (27 грудня 1916)
- Оберлейтенант поліції (1 липня 1923)
- Гауптман поліції (1 травня 1928)
- Ротмістр (1935)
- Гауптман (15 жовтня 1935)
- Майор (1 березня 1936)
- Оберстлейтенант (1 червня 1939)
- Оберст (17 грудня 1941)
- Генерал-майор (1 червня 1943)

## Нагороди
- Залізний хрест 2-го і 1-го класу
- Почесний хрест ветерана війни з мечами
- Медаль «За вислугу років у Вермахті» 4-го, 3-го, 2-го і 1-го класу (25 років)
- Застібка до Залізного хреста
  - 2-го класу (15 вересня 1939)
  - 1-го класу (1 жовтня 1940)
- Нагрудний знак «За танкову атаку» (травень 1940)
- Лицарський хрест Залізного хреста (17 липня 1941)
- Медаль «За зимову кампанію на Сході 1941/42» (червень 1942)
- Нагрудний знак «За поранення» в сріблі (серпень 1942)